# Elena Barlés
Elena Barlés Báguena (Zaragoza, 1962) es historiadora del arte, profesora, investigadora, comisaria de exposiciones y Decana de la Facultad de Filosofía y Letras de la Universidad de Zaragoza. Es una de las pocas personas de nacionalidad española y mujer, que ha sido condecorada con la Imperial Orden del Sol Naciente por el Emperador de Japón (Rayos dorados con cinta colgante) por su contribución a la difusión de la cultura japonesa en España.

## Biografía
Barlés nació en Zaragoza, donde se licenció y doctoró en Historia del Arte (Premios Extraordinarios de Licenciatura -1985- y de Doctorado -1993- por la UZ). En 2003 fue invitada por la Japan Foundation a realizar una estancia en el país del Sol Naciente, en 2005 obtuvo la beca de Century Cultural Foundation, en el año 2008 fue invitada por la Universidad de Estudios Extranjeros de Kioto y en el 2010 recibió una ayuda de la Japan Foundation para una estancia de investigación.
En agradecimiento a su labor en la investigación y difusión del arte y la cultura de Japón en España, en 2007 recibió el Premio del Ministerio de Asuntos Exteriores del Gobierno Japonés y en 2015 la condecoración de la Orden el Sol Naciente (Rayos dorados con cinta colgante) otorgada por Su Majestad el Emperador de Japón.

## Trayectoria
Entre 1985 y 2021 ha publicado libros individuales y con otros autores, ha coordinado publicaciones y ha colaborado en revistas de ámbito científico-artístico.
Entre 2005 y 2021 ha sido IP de cinco proyectos I+D sobre el coleccionismo e influencia del arte japonés en España, llevados a cabo por el grupo de investigación interuniversitario Japón y España: relaciones a través del Arte.
Durante toda su trayectoria ha presentado numerosas ponencias en congresos nacionales e internacionales y presentado diferentes conferencias en universidades españolas, inglesas y japonesas, con cuatro estancias de investigación en Japón.
También ha comisariado, junto con el Dr. David Almazán, varias exposiciones, principalmente en el Museo de Zaragoza en relación con la colección de arte oriental depositada en este centro.
Dirige numerosas jornadas de carácter científico y divulgativo, como la Semana Cultural Japonesa de la Universidad de Zaragoza, de carácter anual.
Es miembro de las Reales Academias de BB. AA. de Santa Isabel de Hungría en Sevilla y de San Luis en Zaragoza.
En 2021, Elena Barlés fue una de las once mujeres incluidas en la campaña “Soy Científica. Vivo en tu barrio” (segunda campaña más innovadora de 2021 según el FECYT) impulsada por la Universidad y el Ayuntamiento de Zaragoza junto con la Fundación Española para la Ciencia y la Tecnología, para conmemorar el Día Internacional de la Mujer y la Niña en la Ciencia y visibilizar a investigadoras. Junto a ella fueron elegidas Nunilo Cremades Casasín, Laia Alegret, Carmen Rodrigo, Katia Fach, Belén Masiá, Marisa Sarsa, Clementina Rodellar, María Pilar Pina, Elisabet Pires y Paz Comech.
Desde 2021 es Decana de la Facultad de Filosofía y Letras de la Universidad de Zaragoza.

## Premios y reconocimientos
- Condecoración de la Orden el Sol Naciente (Rayos dorados con cinta colgante) otorgada por Su Majestad el Emperador de Japón, por su labor en la investigación y la difusión del arte y la cultura de Japón en España (2015).[5][18][6][3][4]
- Premio del Ministerio de Asuntos Exteriores del Gobierno Japonés (2007).[5][18]
- Premio Conde Aranda de investigación del Ayuntamiento de Zaragoza (2002).[18][5]
- Premios Extraordinarios de Licenciatura -1985- y de Doctorado -1993- por la Universidad de Zaragoza.[5]